# Friderada
Friderada (fl. IX secolo) fu una nobildonna del IX secolo di cui si sa molto poco. Probabilmente era imparentata con Liudolfo di Sassonia. Friderada si sposò almeno tre volte ed era la nonna di Ottone, duca di Lorena.

## Biografia
Il suo primo marito fu Engilrammo, ciambellano di Carlo il Calvo. Questa unione generò una figlia, il cui nome non è noto. Questa figlia sposò in prime nozze Ricwin, conte di Verdun. Il loro unica figlio fu Ottone, conte di Verdun e duca di Lorena. 
Rimasta vedova, Friederada sposò Bernario, conte di Charpeigne, di cui non si sa nulla. Bernario fu assassinato nell'883 da Ugo di Lotaringia, figlio di Lotario II e dalla sua concubina Waldrada. Friderada sposò l'assassino di suo marito. Essi non ebbero figli. 
Il nipote di Friderada, Ottone, duca di Lorena, è identificato, oltre che  figlio del conte Ricwin, come un Liudolfingio, e dunque un parente di Ottone I, imperatore del Sacro Romano Impero. Cronologicamente, Friderada avrebbe potuto essere figlia o nipote di Liudolfo di Sassonia, ma non esistono prove concrete di ciò. 
Secondo il Medieval Lands Project, Friderada ebbe due mariti (o compagni) tra Engilrammo e Ugo: oltre a Bernario, essa era impegnata con Wipert di Nantes, figlio di Lamberto III di Nantes e Rotrude d'Italia, figlia di Lotario I, imperatore del Sacro Romano Impero. Wipert ebbe un figlio, chiamato anch'egli Wipert (880-900), ma non è chiaro se Friderada fosse la madre. Sia Bernario che Wipert furono giustiziati nel 883 da Ugo per sposare la loro vedova/concubina, quindi è improbabile che fossero entrambi il marito di Friderada. Notare che Ugo e Wipert risultano cugini di primo grado. 
Una narrativa alternativa è fornita da Jackman: per lo studioso, Bernario era sposato con una sorella di Wipert. Wipert era il tutore di Ugo e sposò Friderada. Bernario e Wipert erano alleati di Ugo, ma si rivoltarono contro di lui una volta emerse le sue aspirazioni verso la successione reale, e quindi Ugo li uccise entrambi e sposò la vedova di Wipert, Friderada. 